# Powiat żydaczowski
Powiat żydaczowski – powiat województwa stanisławowskiego II Rzeczypospolitej. Jego siedzibą było miasto Żydaczów. 1 sierpnia 1934 r. dokonano nowego podziału powiatu na gminy wiejskie.

## Starostowie
- Stanisław Agopsowicz (–1929)[2]
- Antoni Rusiński (1929–)
- Leon Gallas (od IV.1934 - )[3][4][5]

## Gminy wiejskie w 1934 r.
- gmina Mikołajów n/Dn.
- gmina Rozdół
- gmina Żurawno
- gmina Żydaczów
- gmina Młyniska
- gmina Ruda

## Miasta
- Mikołajów n/Dn.
- Rozdół
- Żurawno
- Żydaczów